# ۶۸۰ (پیش از میلاد)
۶۸۰ (پیش از میلاد) ۶۸۰مین سال قبل از تقویم میلادی است.